# Arquata del Tronto
Arquata del Tronto település Olaszországban, Marche régióban, Ascoli Piceno megyében. Lakosainak száma 973 fő (2023. január 1.). Arquata del Tronto Accumoli, Acquasanta Terme, Montegallo, Norcia, Montemonaco és Valle Castellana községekkel határos.

## Népesség
A település népességének változása:
| Lakosok száma | 1141 | 1115 | 973  |
|               | 2017 | 2018 | 2023 |